# Schuttfluren Tafamunt
Die Schuttfluren Tafamunt sind ein Europaschutzgebiet in der Gemeinde Gaschurn, im österreichischen Bundesland Vorarlberg.

## Lage
Das Natura-2000-Gebiet liegt im hinteren Montafon, nördlich der Gaschurner Ortschaft Partenen.
In Bezug auf das Gebirge liegt es am südlichen Ende des Valschavielkammes, einer Bergkette im westlichen Verwall.
In Bezug auf den Naturschutz liegt es in unmittelbarer Nachbarschaft zu den Europaschutzgebieten Verwall, Wiegensee und Rifa. Das Europaschutzgebiet Spona ist 5 km talauswärts.

## Beschreibung
Das Schutzgebiet ist ein steiler südexponierter Hang mit zahlreichen Steinschlagschneisen und Lawinenzügen. Damit wird der Wald immer wieder durchbrochen, auf den Steinfluren mit Silikatgestein, unter anderem Amphibolit (ein basenreiches Silikatgestein), wachsen Pionierpflanzen, Gräser, Heidegewächse, Hochstauden und Zwergsträucher. Besondere Schutzgüter sind sowohl die Silikatschutthalden, als auch die bodensauren Fichtenwälder.
Im Schutzgebiet gibt es keine Wanderwege. Ein Forstweg führt an den unteren Rand des Gebietes.

## Pflanzen und Tiere
Das Gebiet ist reich an Pflanzen- und Tierarten. Allein 180 Schmetterlingsarten wurden in der benachbarten Täliwand nachgewiesen.
Auch mehrere gefährdete Vogelarten sind hier zu finden:
- Steinrötel (Monticola saxatilis)[3]
- Uhu (Bubo bubo)[3]
- Steinadler (Aquila chrysaetos)[3]
- Birkhuhn (Lyrurus tetrix)[3]
- Alpenmauerläufer (Tichodroma muraria)[3]

Unter anderem kommen folgende Pflanzen vor:
- Giftwacholder (Juniperus sabina)[3]
- Besenheide (Calluna vulgaris)[3]
- Immergrüne Bärentraube (Arctostaphylos uva-ursi)[3]
- Zwergmispel (Cotoneaster integerrima)[3]
- Schildampfer (Rumex scutatus)[4]
- Fleischers Weidenröschen (Epilobium fleischeri)[4]
- Schwalbenwurz (Vincetoxicum hirundinaria)[4]
- Alpen-Steinquendel (Acinos alpinus)[4]
- Wundklee (Anthyllis)[4]

Gefährdete Pflanzenarten in diesem Gebiet sind:
- Tauben-Skabiose (Scabiosa columbaria)[5]
- Kleine Wiesenraute (Thalictrum minus)[5]
- Turmkraut (Turritis glabra)[5]
- Wollkopf-Kratzdistel (Cirsium eriophorum)[5]

## Managementplan
Im Jahr 2021 wurden die Pflanzenarten, die Vegetationszusammensetzung, die aktuellen landwirtschaftlichen Nutzungen, Verbuschungen, Verwaldungen und Aufforstungen erfasst und Maßnahmenempfehlungen erstellt.